# Сулейменов, Бегежан Сулейменович
Бегежан Сулейменович Сулейменов (1912—1984) — советский казахский историк.

## Биография
Родился 12 декабря 1912 в Челкарском районе Актюбинской области.
В 1938 году окончил исторический факультет Московского государственного педагогического института.
В 1938 году преподавал на кафедре истории СССР Казахского педагогического института.
В 1942—1943 гг. — директор Казахского государственного учительского института иностранных языков.
С 1943 года работал в Институте ЯЛиИ КазФАН СССР. В 1945 году защитил кандидатскую диссертацию, («Реформы 1867—1868 гг. в Казахстане»).
С 1946 года — заведующий Отделом истории дореволюционного Казахстана Института ИАиЭ АН КазССР.
В 1952 году был арестован и осужден по статье 58-10, п. 2 за «подрывание морально-политического единства советского народа, нанесение непоправимого вреда социалистическому строительству» и лишен свободы на 25 лет. После отказов в свидании с мужем перед его этапированием в лагерь, жена Сулейменов, вместе с двумя детьми, бросилась под проходящий поезд со словами: «Это за произвол советской власти, совершенный над нами. Все вы сволочи, будьте вы прокляты! Сама власть и вы — цепные ее собаки!..» (по словам журналиста Ибрагима Агытаева, который в августе 1975 года сопровождал Сулейменов в поездке по бывшей Тургайской области). В лагере в Бодайбо (Иркутская область) Сулейменов находился вместе с Ермуханом Бекмахановым и Кажыгали Жумалиевым.
В 1965 году защитил докторскую диссертацию на тему «Аграрный вопрос в Казахстане в последней трети XIX и начале XX вв.».
С 1968 года — профессор. В 1972 году стал членом-корреспондентом Академии наук КазССР.
В 1980 году удостоен премии им. Ч. Валиханова Академии наук Казахской ССР за цикл работ о казахских просветителях.
Скончался 30 июня 1984 в Алма-Ате.

## Труды
- Участвовал в создании 5-томного издания «История Казахской ССР: с древнейших времен до наших дней».
- Под его руководством защищено более 20 кандидатских диссертаций.
- Библиография обществоведов Казахстана. Алма-Ата: Наука, 1986. М. Шаханов.

Лекция, прочитанная им в Университетах Швеции — Стокгольм, Упсала (ноябрь 1990 г.), в Англии — в Глазго, Данди (январь 1991 г.).

## Основные научные работы
- «Аграрный вопрос в Казахстане в последней трети XIX и начале XX в.» Москва, 1948.
- «Реформы 1867—1868 гг. в Казахстане»
- Казахстан в составе России в XVIII — нач. XX века